# 科尔多瓦巡天星表
科尔多瓦巡天星表（Cordoba Durchmusterung）简称CD，由阿根廷的科尔多瓦天文台在1892年发表。它使用目视方法，将波恩星表扩展至赤纬-23°，共收录了58万多颗恒星。